# Jack Lemaire
Jack Lemaire, auch Jack LeMaire (* 1. Juli 1911 in Bronxville, New York; † 18. Oktober 2010 in North Hollywood, Los Angeles) war ein US-amerikanischer Schauspieler, Jazzgitarrist, Sänger und Komiker.

## Leben
Lemaire begann seine Karriere bereits im Kindesalter im Vaudeville, als er mit seinem Vater George in den Ziegfeld Follies auftrat. Er spielte dann erste Rollen  in insgesamt 33 Stummfilmkomödien, die für Pathé entstanden.
Er hatte Gitarrenunterricht bei Eddie Lang und spielte ab den 1930er Jahren bei Radiomitschnitten und Plattenaufnahmen mit Jazzmusikern wie Joe Marsala, Wingy Manone, Marty Marsala, Joe Bushkin, Charlie Barnet, Joe Venuti, George Brunis, Hal Kemp oder Buddy Rich. LeMaire ging während des Zweiten Weltkriegs und des Koreakriegs mit Bob Hope und Johnny Grant als Standup-Komödiant auf Tourneen für die United Service Organizations; jeder Set endete mit einem Song, den er auf der Gitarre spielte. Er wirkte auch noch gelegentlich bei Aufnahmen von Jazzmusikern wie Dizzy Gillespie mit, der LeMaire den Spitznamen „Chords“ gab.
Ab 1949 lebte er in Kalifornien; in den 1950er Jahren musste er die Musikertätigkeit wegen einer Arthritis-Erkrankung aufgeben und betätigte sich fortan als Schauspieler in zahllosen Fernsehprogrammen, so in den Fernsehserien Mac King (1958), The Lawless Years, Bat Masterson (1959) und The Farmer's Daughters (1964). Außerdem hatte er Auftritte in zahlreichen Jingles; bekannt wurde er durch die Rolle des Firmengründers Colonel Sanders in der Kentucky-Fried-Chicken-Werbung. Kurz vor seinem Tod gastierte er noch in der Tonight Show bei Jay Leno.